# Шраг, Николай Ильич
Никола́й Ильи́ч Шраг (8 мая 1894, Чернигов — 2 февраля 1970, Львов) — украинский советский  экономист и политический деятель. Депутат Учредительного собрания. Заместитель главы Центральной Рады Украинской Народной Республики (1917—1918). Доктор экономических наук (1967), теоретик размещения производительных сил и промышленных комплексов.

## Биография
Окончил Черниговскую гимназию. В 1917 году — студент юридического факультета Московского университета. В Москве вступил в партию эсеров.
В 1917 украинский эсер, член ЦК УПСР. С 1917 года — вице-премьер Центральной Рады Украинской Народной Республики. Избран депутатом Всероссийского Учредительного собрания по Черниговскому избирательного округу от списка «Украинские социалисты-революционеры и Украинская селянская спілка». Участник Демократического совещания. С 1919 — советник украинской дипломатической миссии в Будапеште.
C 1920 по 1924 в эмиграции в Вене. В сентябре 1921 вместе с Н. Ф. Чечелем приехал в Харьков, где вёл переговоры с председателем Совнаркома УССР Х. Г. Раковским о возвращении на Украину.
С 1924 года — сотрудник Харьковского общества рабочих и техников. В 1931 был арестован по делу «Украинского национального центра», осужден на 6 лет лагерей. В 1933 г. предложил НКВД свои услуги в качестве осведомителя и был вместо лагеря выслан в Саратовскую область.
В 1945 году направлен во Львовскую область, сотрудник сектора водного планирования, по совместительству — преподаватель в вузах Львова и Харькова. В 1952 году окончил Львовский торгово-экономический институт. В начале 1950-х гг. сыграл важную роль в работе советских спецслужб Украины во главе с П. Мешиком и С. Мильштейном, проводя наблюдение за видными представителями львовской интеллигенции.
С 1954 года доцент кафедры экономики промышленности и организации машиностроения для энергетических предприятий, в 1955 году получил степень кандидата экономических наук. В 1958—1963 году заведующий кафедрой экономики и организации машиностроения и приборостроения, с 1964 года — доцент, затем профессор кафедры экономики и организации отраслевой промышленности Львовского политехнического института. Автор около 50 научных работ о формировании, теоретическом обосновании и развитии промышленных комплексов. Член научного совета по экономическим проблемам в Институте экономики АН СССР.
Умер 2 февраля 1970, похоронен на Лычаковском кладбище.

## Семья
Отец Илья Людвигович Шраг (1847—1919) — украинский общественный и политический деятель, адвокат, депутат Государственной думы I созыва от Черниговской губернии.